# Петлевски, Сибила
Сибила Петлевски (хорв. Sibila Petlevski; род. 11 мая 1964, Загреб) — хорватский поэт, прозаик, эссеист. Пишет на хорватском и английском языках. Действительный член Хорватской академии наук и искусств (2022).

## Биография
Закончила философский факультет Загребского университета. Председатель Хорватского ПЕН-клуба (2001—2005). Преподает в Академии драматического искусства в Загребе.

## Произведения

### Поэзия
- Kristali (1988)
- Skok s mjesta (1990)
- Sto alersandrijskih epigrama (1993)
- Heavy Sleepers (2000, на англ. яз.)
- Babylon (2000)
- Libitina (2002)
- Spojena lica (2006)

### Романы
- Francuska suita (1996)
- Koreografija patnje (2002, роман и стихи),
- Noćni trening (2006)
- Moj Antonio Diavolo (2007)

### Пьесы
- Cagliostro Forever/ Cagliostro (2000, англ., хорв.)
- Ledeni general (2006)
- Rimbaudova kuća (2008)

### Эссе
- Velika Evropa — mali narodi (1994)
- Simptomi moderniteta (2000)
- Kazalište suigre (2001)

## Признание
Премия Владимира Назора (1994), Премия Петара Бречича (2001) и др. награды. Стихи и проза переведены на многие языки мира, включая японский.

## Публикации на русском языке
- Стихи в журнале Иностранная литература Архивная копия от 2 февраля 2012 на Wayback Machine
- Проза в журнале Text Only Архивная копия от 28 февраля 2009 на Wayback Machine